# Katrineholm
Katrineholm ist eine Stadt in der schwedischen Provinz Södermanlands län und in der historischen Provinz Södermanland. Sie ist der Hauptort der Gemeinde Katrineholm und erhielt die Stadtrechte im Jahre 1917. Die Stadt erhielt ihren Namen von dem in der Nähe am See Näsnaren liegenden Herrenhaus Cathrineholm.
Ursprünglich hieß das Herrenhaus Fulbonäs, jedoch ließ der damalige Besitzer Jacob von der Linde den Namen im 16. Jahrhundert zu Ehren seiner Ehefrau Catharina Gyllenhorn ändern.

## Geschichte
Zur Vorgeschichte siehe: Viksbergets fornborg bzw. Glysas Grab (Schiffssetzung bei Skirtorp).
Die Geschichte der Stadt begann 1862 mit der Inbetriebnahme der Västra stambanan zwischen Stockholm und Göteborg und damit des Bahnhofs Katrineholm. Mit der Fertigstellung der Södra stambanan (ursprünglich Östra stambanan) von Katrineholm nach Norrköping 1866 wurde Katrineholm zu einem wichtigen Eisenbahnknoten. Um den Bahnhof entwickelte sich schnell eine Siedlung. Carl Fredriksson eröffnete 1876 ein Sägewerk, August Kullberg eröffnete 1878 eine Handelsfirma und Gustaf Robert Grönkvist eröffnete seine Schmiede 1886. 1917, als die Stadtrechte verliehen wurden, hatte der Ort bereits 6615 Einwohner. Kurz darauf wurden Schulen gegründet, so die Praktische Schule und die Technische Schule.

## Verkehr
Heute führen auch mehrere Reichsstraßen (riksväg) durch Katrineholm und kreuzen sich dort. Außerdem verfügt die Stadt über einen kleinen Flugplatz mit Graspiste.

## Wirtschaft
Die Stadt verfügt über mehrere Industriegebiete, wo unter anderem SKF, Ericsson und einige Betonbauelementehersteller angesiedelt sind. Die Busabteilung von Scania schloss vor einiger Zeit ihre Tore. Aufgrund der guten Bahnanbindung nach Stockholm gibt es viele Tagespendler in die Hauptstadt. Zur medizinischen Versorgung steht ein Krankenhaus zur Verfügung.
Städtepartnerschaften bestehen mit Halver in Deutschland, Rschew in Russland und Saint-Cyr-sur-Loire in Frankreich.

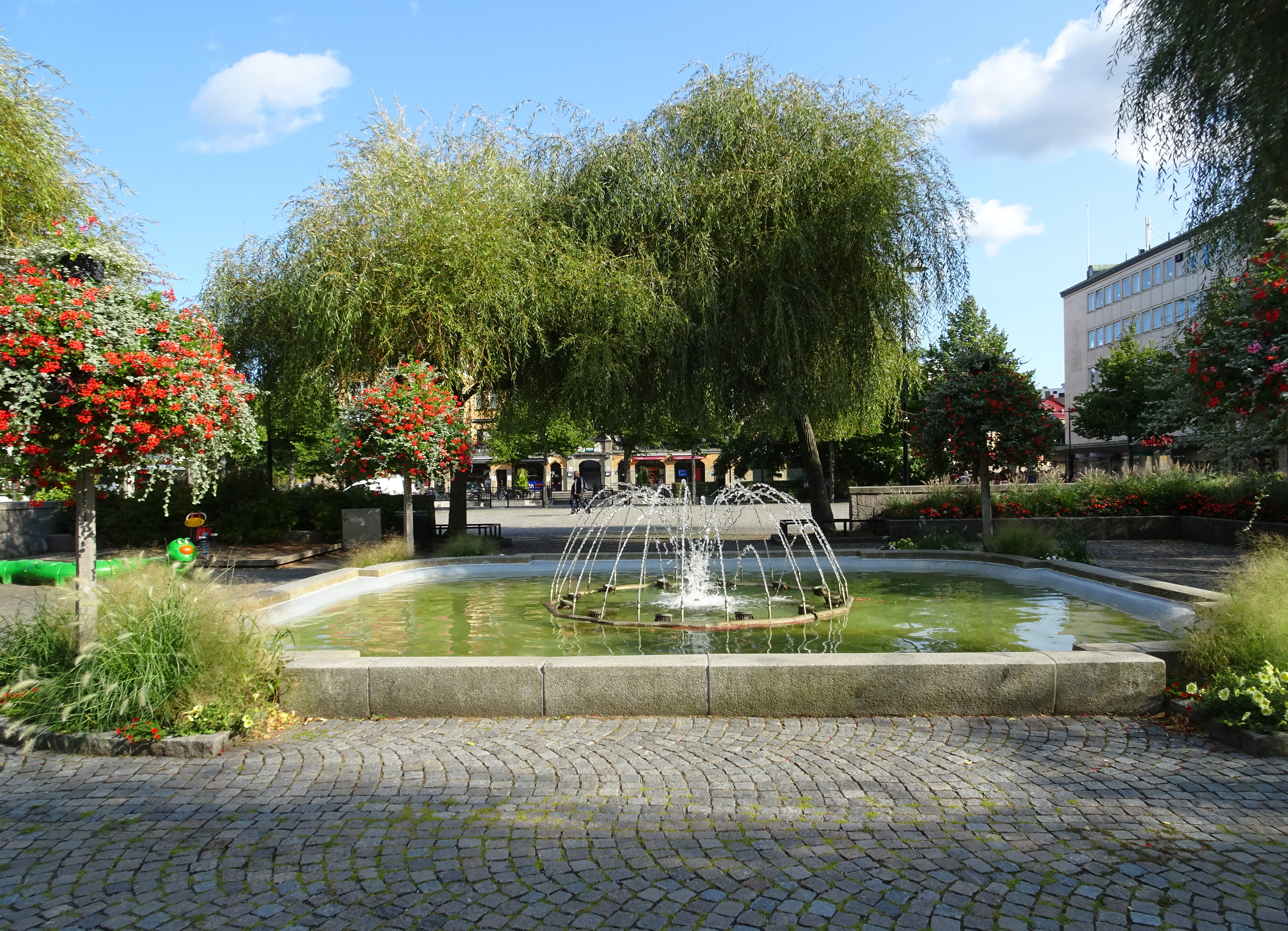
Zentralplatz
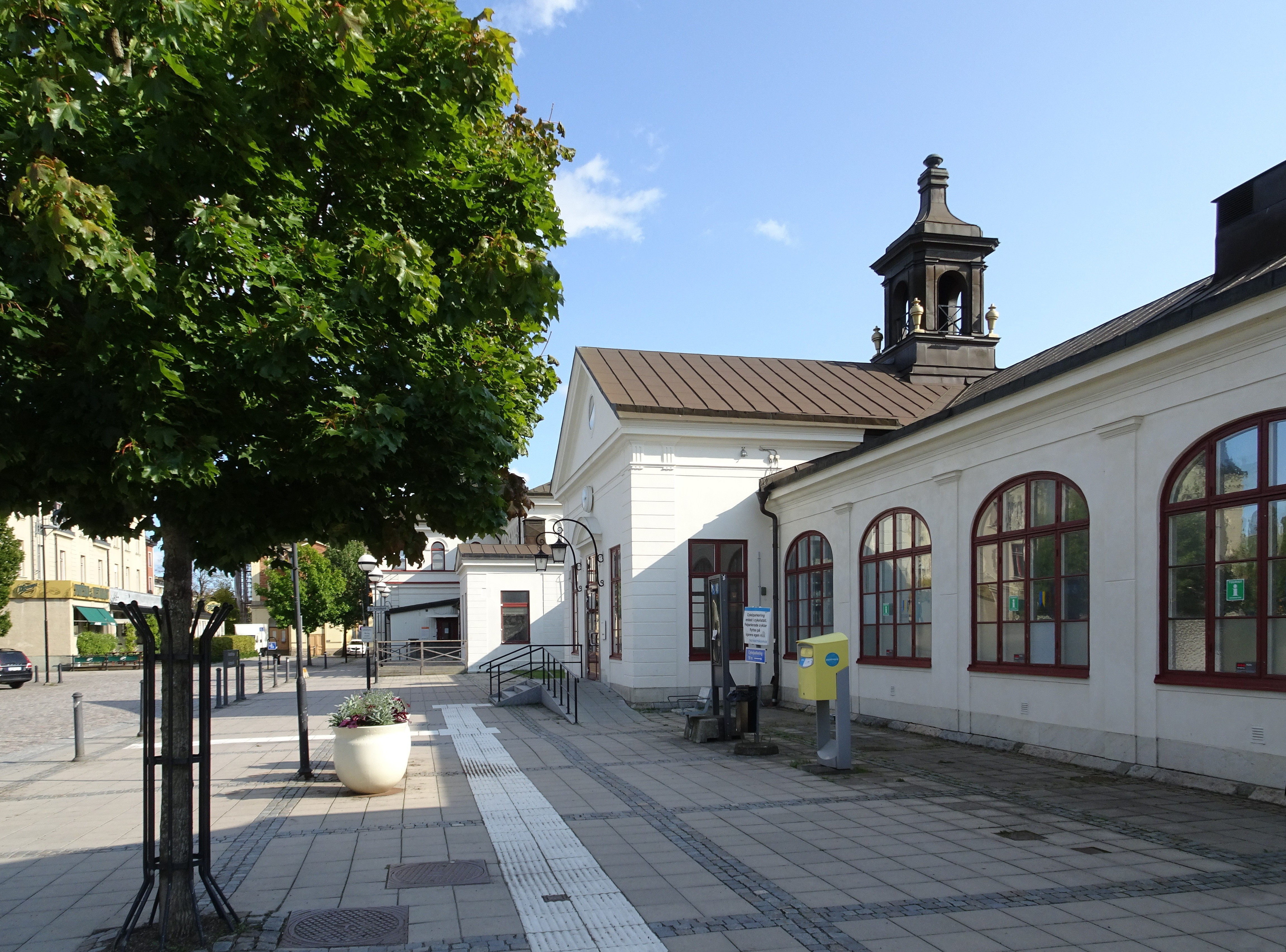
Bahnhof
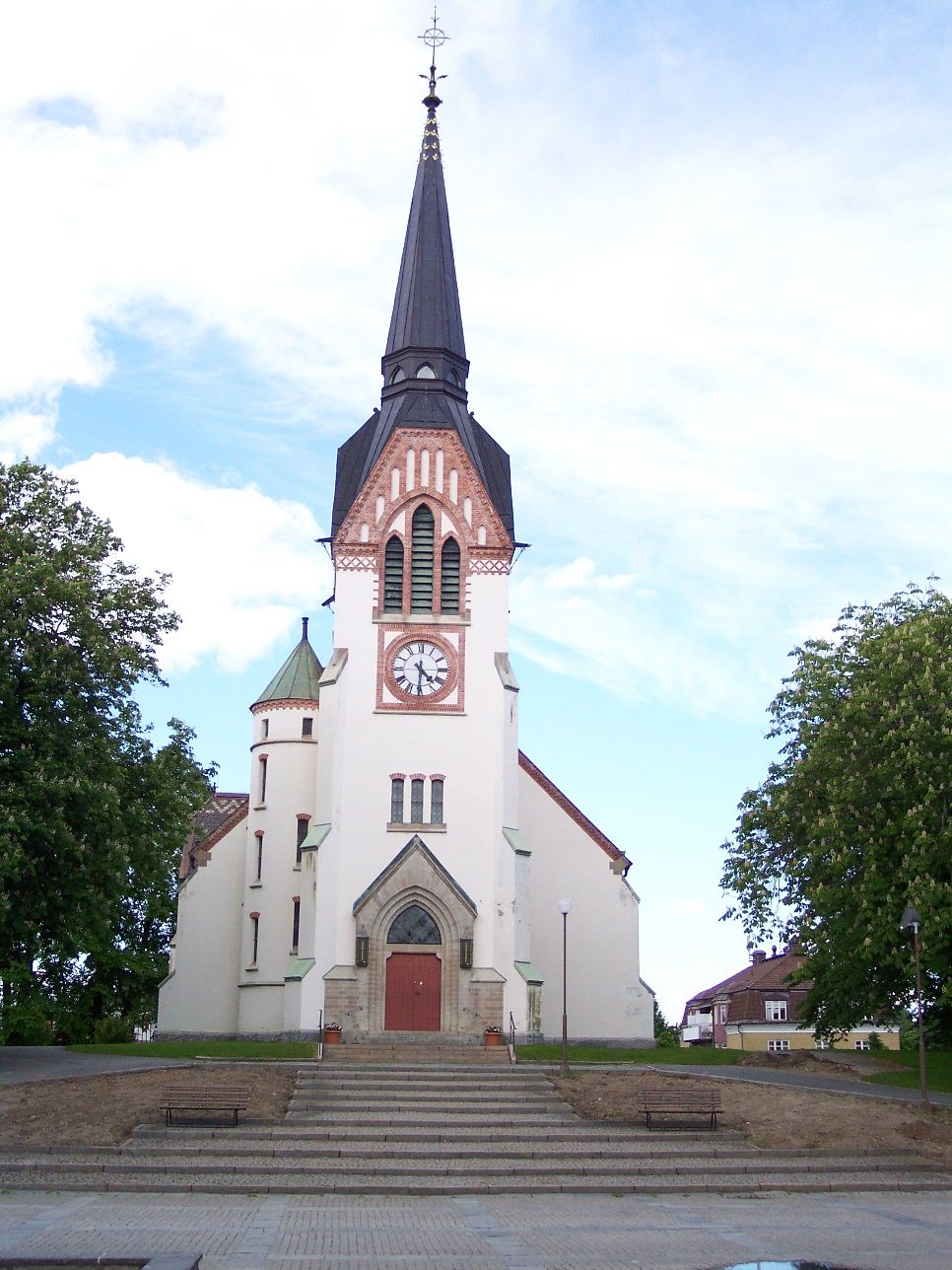
Kirche
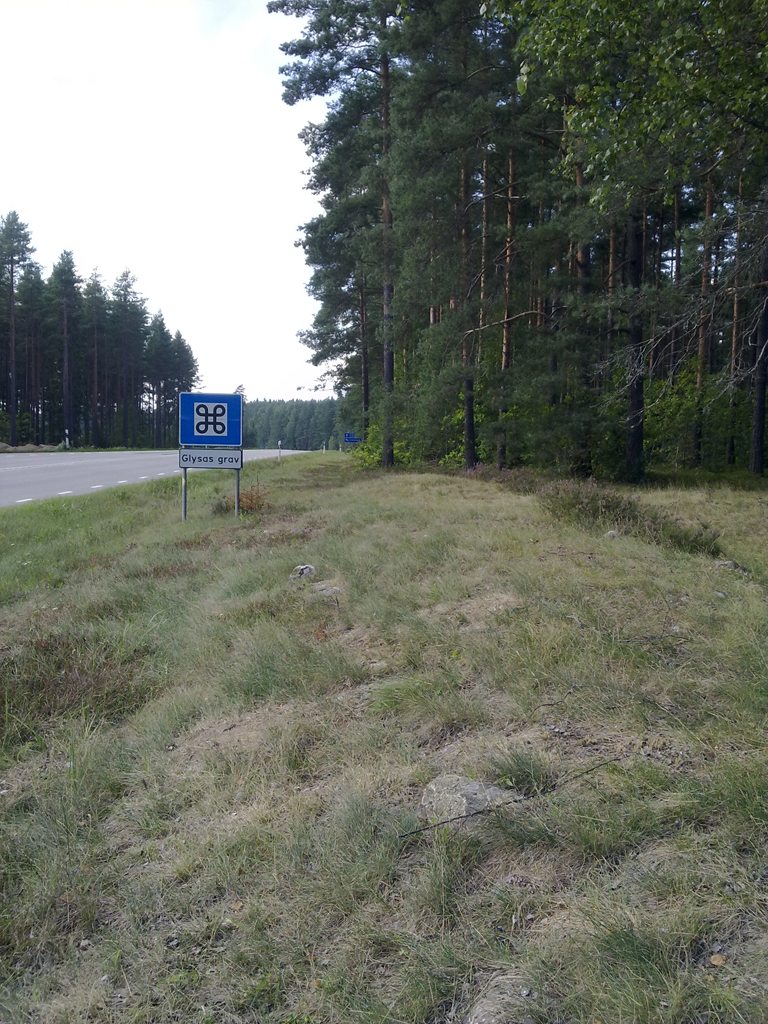
Glysas Grab

## Söhne und Töchter der Stadt
- Nils Århammar (1931–2022), Sprachwissenschaftler
- Sylvia Filipsson (* 1953), Eisschnellläuferin
- Carin Gerhardsen (* 1962), Schriftstellerin
- Tomas Gustafson (* 1959), Eisschnellläufer
- Robert Gustafsson (* 1964), Schauspieler und Komiker
- Erik Hassle (* 1988), Sänger
- Markus Heikkinen (* 1978), finnischer Fußballer
- Joakim Holmquist (* 1969), Schwimmer
- Lars Lagerbäck (* 1948), Fußballtrainer
- Sara Lennman (* 1996), Kugelstoßerin
- Hedvig Lindahl (* 1983), Fußballspielerin
- Lars-Erik Moberg (* 1957), Kanute
- Anette Olzon (* 1971), Sängerin, Ex-Nightwish
- Maud von Rosen-Engberg (1902–1988), Bildhauerin und Autorin
- Hans Rosendahl (1944–2021), Schwimmer
- Peter Tholse (* 1965), Volleyballspieler
- Ragnar Thoursie (1919–2010), Schriftsteller